# Samostan
Samostan je nastamba u kojoj žive redovnici i redovnice, sukladno pravilima redovničke zajednice kojoj pripadaju.
Riječ samostan doslovan je prijevod grčke riječi monasterion (μοναστήριoν; kuća monaha, pustinjakova ćelija, od mónos za sâm), a u hrvatskom se jeziku upotrebljava od XIX. stoljeća u Katoličkoj Crkvi umjesto starih sinonimnih naziva manastir (namastir), klaustar (ili kloštar), konvenat, koludrište ili stanište. U katoličanstvu nisu sve redovničke zajednice monaške, a monaške su se nastambe proširile tek utemeljenjem benediktinskog reda od 529. godine, u kojemu su se redovnici zavjetovali na doživotni boravak u istom samostanu, četverokutnoj građevini daleko od naselja, uzdržavajući se vlastitim radom.
Nastamba monaha u istočnom kršćanstvu zove se manastir, derviša u islamu tekija, u hinduizmu āśrama, u budizmu saṅgha ili vihara.

## Početci samostana
Prvi kršćanski samostani nastali su u Egiptu i nakon toga u Etiopiji, dok su budistički samostani nastali 700 godina prije toga. Osnivač prvih kršćanskih samostana je sv. Antun Pustinjak iz 3. stoljeća. Prvi redovnici živjeli su sami. Sv. Pahomije razvio je ideju zajedničkog života i molitve u samostanu pa je uskoro oko 50 000 ljudi živjelo u kršćanskim samostanima oko grada Nitrije u egipatskoj pustinji.[nedostaje izvor]
Sv. Eugenije osnovao je samostan na brdu Izla kraj Nisibisa u Mezopotamiji oko 350. g., odakle su se samostani proširili po Perziji, Armeniji, Gruziji, sve do Indije i Kine.
Sv. Saba osnovao je samostan u Judejskom pustinji blizu Betlehema 483. godine. Taj samostan smatra se matičnim samostanom Istočne Ortodoksne Crkve.
Sv. Benedikt osnovao je samostan u Monte Cassinu u Italiji 529. godine, što je početak samostanskog života u Europi i benediktinskog reda.
Redovnici iz samostana utjecali su na razvoj pismenosti i izdavanje mnoštva knjiga, koje su prepisivali do pojave tiskarskog stroja. Od samostana u Oxfordu i Cambridgeu nastala su istoimena sveučilišta.

## U katoličanstvu
U katoličkom svijetu postoje samostalni redovnički redovi koji žive po pravilima Katoličke Crkve, ali imaju dodatna pravila. Prve redovnčike zajednice u zapadnoj Crkvi osnivaju se već od 4. stoljeća, a većina su objedinjeni pod pravilom svetog Benedikta, koje je nastalo u 6. stoljeću. To je objedinjavanje osobito poticao Karlo Veliki. Tako nastali benediktinci predstavljali su okosnicu prijenosa stare rimske kulture kroz rani srednji vijek. Benediktinci, premda monasi, žive u zajednicama, a njihovi samostani dijele se na opatije, koje su sjedište uprave s opatom na čelu, te manje priorate s priorom na čelu i ovisne o opatiji. Opatije su obično veća skupina samostanskih zgrada, često okružene zemljišnim posjedom kao izvorom materijalnih sredstava.
Od benediktinaca s vremenom su se odvojili cisterciti u 11. stoljeću i trapisti u 17. stoljeću, no zadržali su temeljni monaški ustroj, pa tako i izgled svojih nastambi.
S druge strane, u 11. stoljeću osnivaju se kamaldolijanci i kartuzijanci kao bitno pustinjački redovi, u kojima pojedini redovnici ne žive u zajednici, već sami. To se očituje i u načinu izgradnje i rasporedu njihovih samostanskih zgrada, koje su podijeljene na: pojedinačne redovničke ćelije (dio gdje spavaju redovnici) u kojima se nalazi samo krevet i klecalo za molitvu; gospodarski dio u kojem se nalazi štala, radionice, magazin, vrtovi; skriptorije ( dio gdje se pišu knjige-manuskripti); biblioteku; refektorij ili blagavaonicu ; samostansko dvorište ili klaustar. Klaustri su imali vrlo dekorativan natkriven hodnik s arkadama. To bi im služilo kao mjesto za odmor. U podu su bile grobnice prekrivene kamenim pločama.
Postoji oblik samostana koji se zove Klauzura, to je tip samostana kada je sve zatvoreno pa je redovnicima klaustar jedino gdje idu van (ne smije se ni van ni unutra). Unutrašnjost vrta je personifikacija raja, odnosno rajskoga vrta, s cvijećem, bunarom i središnjim platoem. Sve je vrlo dekorativno.
U 13. stoljeću nastaju novi redovnički pokreti koje osnivaju sv. Dominik i sv. Franjo Asiški, a temelje se na siromašnom načinu života i putujućem propovijedanju. Stoga se nazivaju i prosjačkim redovima. Uz franjevce (Red manje braće) i dominikance (Red propovjednika), među prosjačke redove ubrajaju se i karmelićani. Zbog svoje veće pokretljivosti i nevezanosti na jedno mjesto, kao što je to bio slučaj s dotadašnjim redovnicima, ovi prosjački redovi grade i drugačiju vrstu samostana koji odražavaju bitno zajednički način života na manjem prostoru, bez mnogo gospodarskih zgrada.
Bosanski monasi vodili su se pravilom sv. Benedikta i sv. Bazilija: većina ih živi u samostanima odnosno hižama (kućama), od kojih su neki dvogubi odnosno zajedno žive i monasi i monahinje. Uz crkvu su imali gospodarske zgrade i zgrade za življenje, skriptoriji, ponekad i biblioteke. U bosanskoj se Crkvi starješina zvao did, kako se i u Hrvatskoj za vrijeme narodnih vladara zvao predstavnik naroda kod vladara.
Kasniji katolički redovi i družbe, poput isusovaca (Družbe Isusove), u osnovi preuzimaju oblik samostana prosjačkih redova.
Najpoznatiji katolički redovi jesu:
- Augustinci
- Benediktinci
- Bosonoge karmelićanke
- Dominikanci
- Franjevci
- Isusovci
- Kapucini
- Karmelićani
- Klarise
- Konventualci
- Marijanisti
- Montfortanci
- Palotinci
- Pavlini
- Pasionisti
- Redemptoristi
- Salezijanci
- Sestre milosrdnice
- Trapisti
- Verbiti

Neki od samostana u Hrvatskoj:
- Benediktinski samostan sv. Marije u Zadru
- Franjevački samostan Sv. Antuna Padovanskog u Koprivnici
- Franjevački samostan sv. Dujma na otoku Pašmanu
- Samostan sv. Franje Asiškog u Zadru
- Samostan sv. Jeronima u Ugljanu
- Samostan sv. Kuzme i Damjana na otoku Pašmanu
- Samostan sv. Pavla Pustinjaka na Školjiću na otočiću Galovcu

## U pravoslavlju
Pravoslavni samostani, to jest manastiri, duhovno su i kulturno središte istočnoga kršćanskog svijeta. Načinom gradnje mogu biti pećinski, skitski (šatorski) i zidani (lavra). Prvi cenobitski manastiri (život u zajednici) nastali su u 4. stoljeću. U srednjem vijeku nastali su mnogobrojni monumentalni manastiri u Makedoniji (Nerezi), Srbiji (Dečani), Bugarskoj (Rilski manastir) i Rusiji (Kirilo-bjelozerski manastir).
Jedan od najvećih centara je Sveta Gora ili brdo Athos (Hagios Oros) u Grčkoj, izoliran poluotok pod posebnom upravom u kojem živi nekoliko tisuća redovnika. U posjete smiju ići samo muškarci koji imaju posebnu dozvolu grčke vlade i redovnika Svete Gore.

## U budizmu
Budistički samostani zovu se vihara. Najviše ih ima u Indiji, Japanu, Tibetu, Šri Lanki i Tajlandu. Tibetanski redovnici zovu se lama, a vođa im je Dalaj Lama.
Najpoznatiji su budistički samostani: 
- Nalanda, Indija
- Shaolin, Kina
- Donglin Temple, Kina
- Tengboche, Nepal

## U današnje vrijeme
Broj redovnika je u opadanju. Kod katolika su najbrojniji redovi isusovački, franjevački, salezijanski i kapucinski.
U samostanu Drepung na Tibetu danas živi oko 15 000 redovnika, pobjeglih zbog zabrana u Kini.[nedostaje izvor]